# 深圳站
深圳站，因其位于罗湖地区，深圳市民多稱之為“羅湖站”或“羅湖火車站”，位於中國廣東省深圳市羅湖區南湖街道建設路，是廣深鐵路的南端起點车站。车站是深圳五个主要铁路客运枢纽之一，主要办理广深城际动车组列车始发终到，赣深高铁方向、广汕高铁方向、厦深铁路方向、广深铁路方向列车始发终到作业，以及过境直通车作业。
該站東廣場地下是深圳地鐵1號綫的東端終點羅湖站，南側為罗湖口岸。旅客可在羅湖口岸的羅湖邊檢大樓辦理出境手續後，步行前往位於邊檢大樓另一側的香港入境處的羅湖口岸管制站，進入香港境後，於香港的港鐵羅湖站，乘搭東鐵綫前往香港各區。

## 歷史

### 早期历史

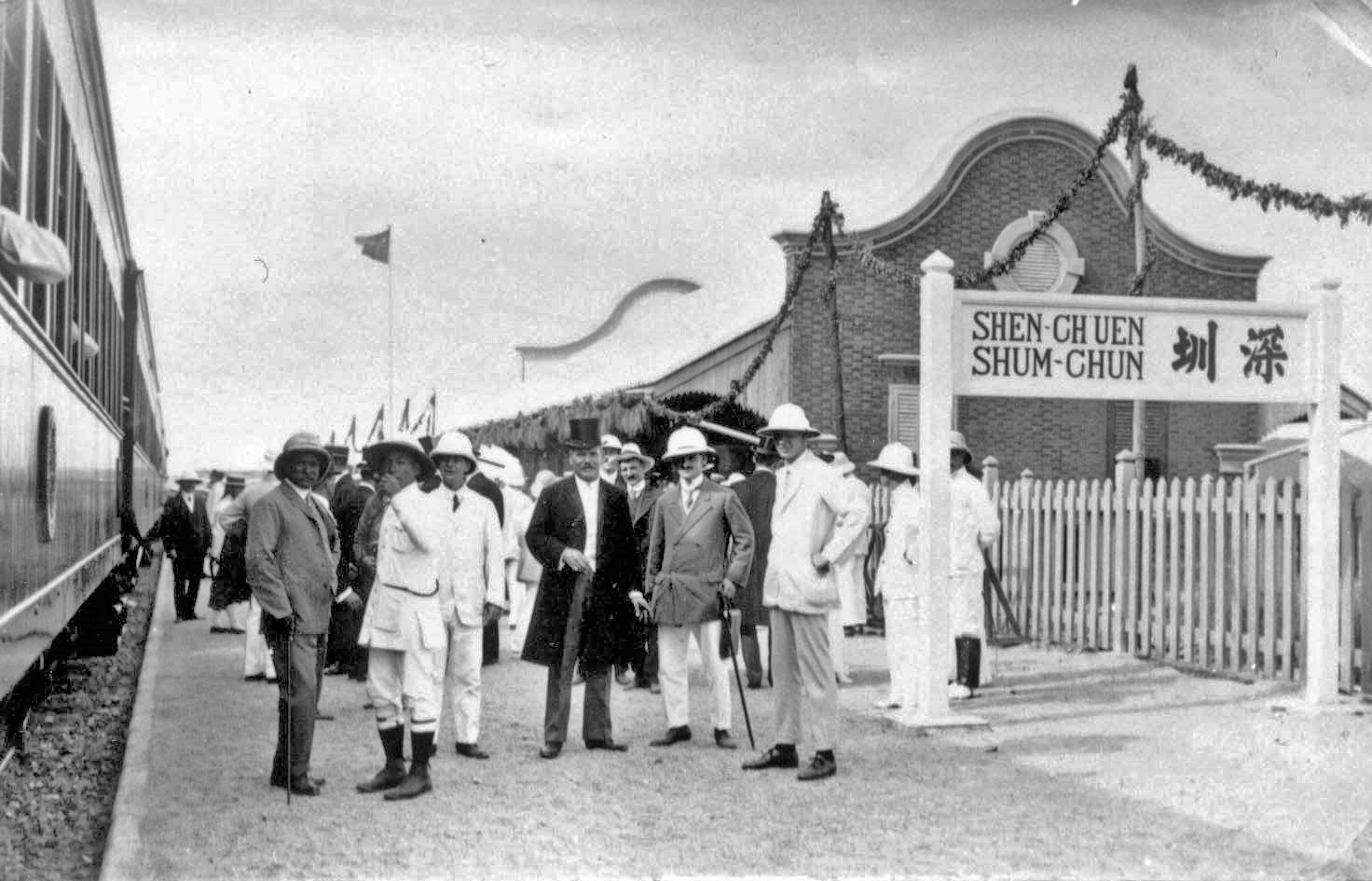
1911年10月8日，广九铁路华段通车，蒸汽火车（二号机车）抵达深圳站，圖為通车典禮之舉行情況。

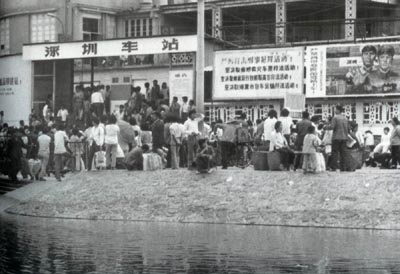
深圳站舊貌

1898年，英国开始向清政府提出九龙—广州的铁路修筑计划，以方便英国将货物和人员快速运往内地市场。1898年，英国強索廣九鐵路的貸款權，並在英国的压力下，清政府铁路大臣盛宣怀与英商怡和洋行于1899年簽定了《广九铁路借款草合同》。按这份草约，广九铁路计划修筑111英里，中间以深圳（当时实为新安县）罗湖桥为界，分为英、华两段。其中英段铁路（今港铁东铁线）长22英里，由英国政府负责修建，资金由英国政府在香港发行公债筹集；华段铁路（今广深铁路）长度为89英里，由清政府负责修建。
线路在原深圳墟附近设深圳墟站，即今天的深圳罗湖区解放路、和平路路口，東門老街附近，1911年10月8日隨著廣九鐵路華段建成通车同時啟用，为客货兼营车站。由于铁路的贯通，令深圳墟的发展比其他周边地区更快，渐渐形成以“罗湖旧城”为主体的东门区域，也成为深圳最早期的经济活动中心，深圳墟从此逐渐发展成为一个边城小镇。1949年，深圳墟火车站仅有两条股道，车站候车室35平方米，维持基本旅客出入境及货物列车过轨。

#### 罗湖封关

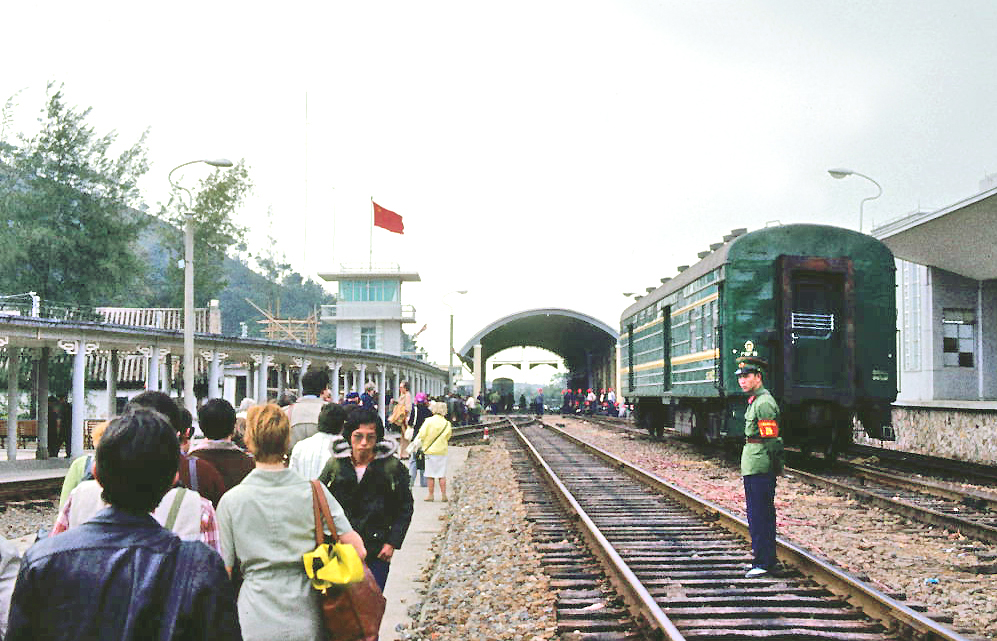
1978年的深圳站与罗湖桥

中華人民共和國成立、罗湖封关后，于1950年在罗湖桥北新建深圳站。因当地连接广九铁路，交通便利，人口聚居較多，工商業比較興旺，寶安縣政府在1953年由南头遷至10公里外的深圳墟（今蛟湖路附近），深圳墟改名為“深圳鎮”。
当时车站非常简陋，由车站职工自己动手，伐木裁板作顶，撑起枕木为柱，利用简单材料，建成了第一代候车室，站场面积仅有35平方米由1950年代起深圳站经历了多次改扩建。车站地势较低，周围都是泥塘和稻田，一下雨就被淹，车站职工挖塘泥、挑煤渣垫高铁路两侧，建成了第一个站台。车站门前有一个小广场。旅客从广场沿台阶拾级而上进入售票厅和候车室，左边是出入境大厅，由边防检查站和海关把守，驻有九龙海关行李监管处。从出入境通道，一眼望去就可以看见罗湖桥。
1955年车站进行了首次改建，站房右侧建起了一栋两层楼，楼上是旅客食堂，楼下供旅客候车，面积从原来的400多平方米扩大到977平方米。1959年车站进行第二次改建，站内新设立了贵宾室、海关和边防检查站，站场面积扩大到1870平方米。1964年车站进行了第三次扩建，站场面积扩大到2800平方米。1972年车站进行了第四次扩建，站场面积扩大到4500平方米。

### 深圳开放
1977年笋岗站改造成货运站以前，深圳站是一个客货运三等站，车站有7条股道和一个转盘，运送过港物资的“三趟快车”也在这里接受海关、边防和卫生检疫检查。1979年，深圳站扩建一栋平房，专门作为内地旅客售票厅，原售票处改为港澳旅客售票处。1979年3月，中共中央和广东省政府决定把宝安县改爲深圳市，受廣東省和惠陽地區雙重領導；同年11月，中共廣東省委决定將深圳市改為地區一級的省轄市，但直到1980年代初，深圳站站房仍然只是一座兩層小樓，設有候车室、贵宾室和港澳候车室。
1982年，深圳站引进港资合作经营车站旅客食堂，成为了全国铁路第一家与港商合资经营的企业。
在改革开放之前，深圳站一天只有3趟旅客列车始发，发送旅客不足2000人。
随着中国实行改革开放政策，以及1980年深圳设立经济特区，经由深圳站前往中国大陆各地的旅客日渐增加。为配合经济发展，1983年7月14日，深圳火车站改造工程动工，工程包括车站扩建、一座联检大楼，以及行人天桥等。1983年深圳火车站由三等站升为二等站。1985年2月，深圳站由一个二等站升级成为一等站。1985年6月13日，罗湖联检大楼投入使用，更加方便了深港两地人员的往来。1987年广深铁路复线建成，深圳站已扩至2条正线，4条到发线，5条其他用途线，候车室1610平方米，年输送旅客510万人次。从1980年至1990年，深圳站始发的旅客列车和旅客发送量逐年上升，到1990年发展至每天开行25趟旅客列车，发送旅客2.2万人次。但至1980年代末，深圳站的规模已不能适应粤港间旅客快速增长的需要。

### 深圳新客站

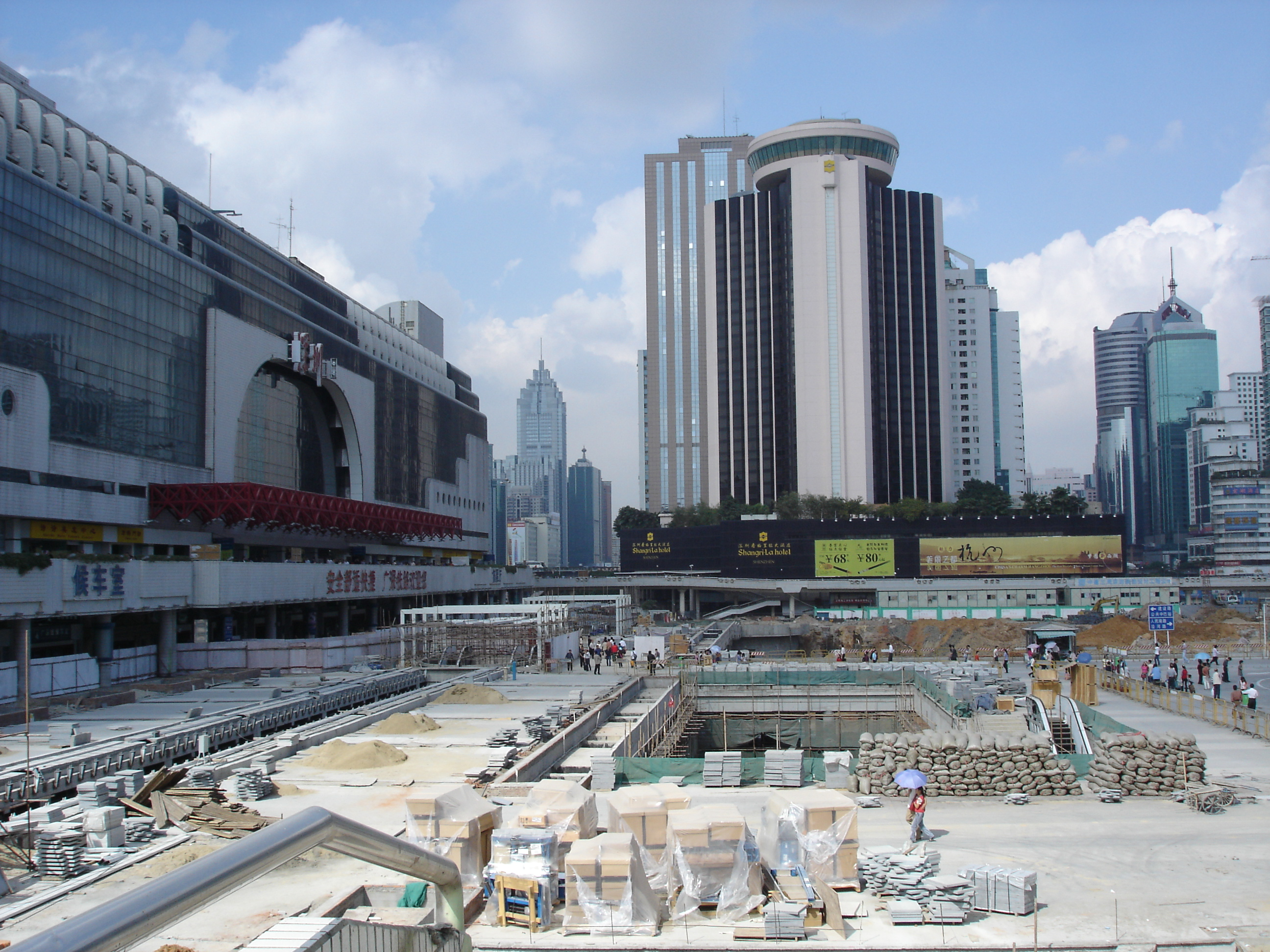
2003年改造中的深圳站

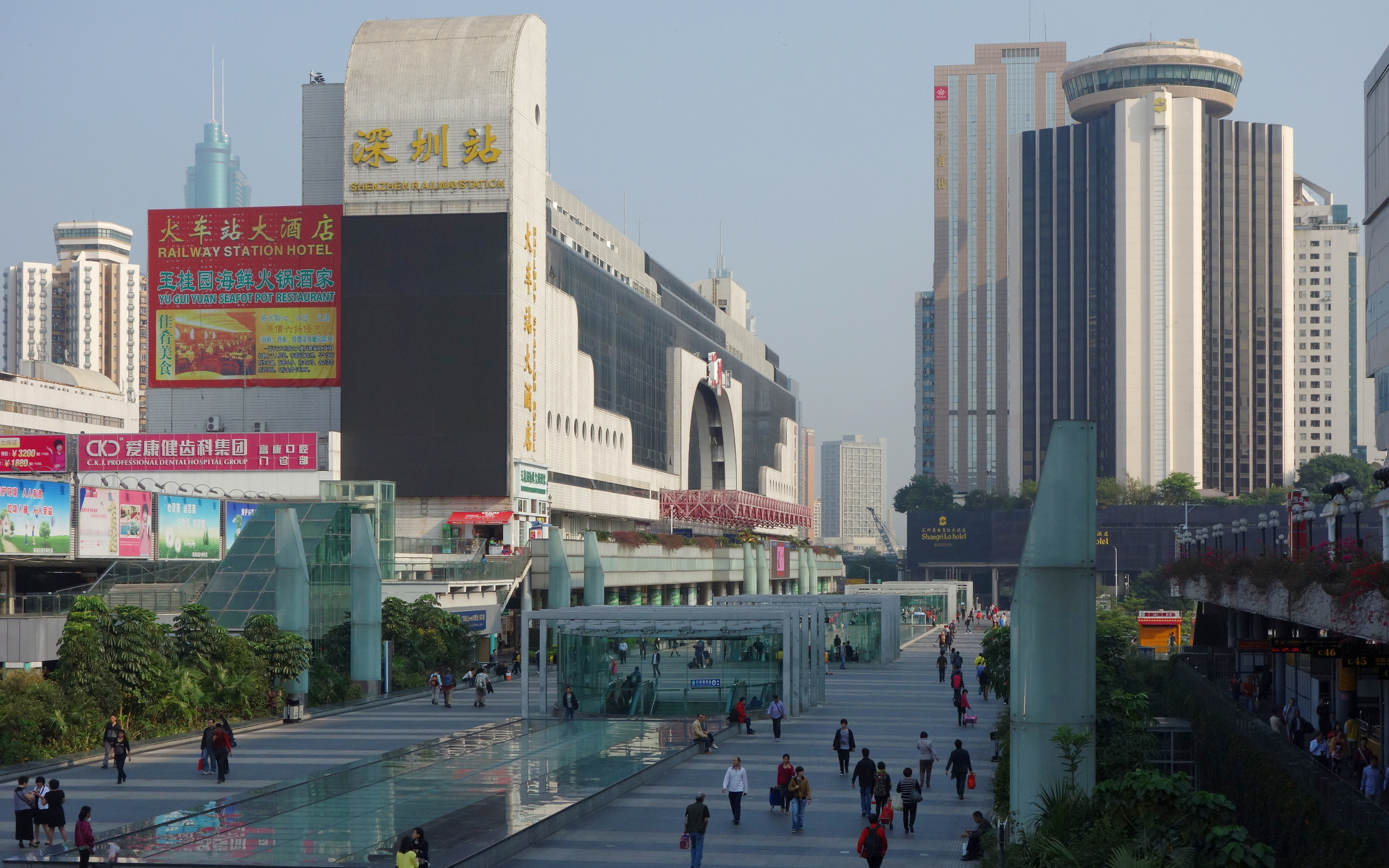
改造完成的深圳站

1988年初，经铁道部批准，决定在原位置进行扩建改造，深圳市委书记、市长李灏亲自担任新火车站建设领导小组组长。深圳新客站工程自1988年11月10日动土施工，东主楼站屋1990年6月26日动工。这次是把车站几乎全部爆破拆除，工程进行时旅客乘车出站全部暂移到西边的和平路一带。
1991年10月12日，投资2.2亿元人民币的深圳新客站建成并举行了落成典礼并正式投入使用，同时升级为一等客运站。同日深圳黄田机场建成通航。当日上午时任国务院副总理的田纪云为新站落成剪彩，下午时任国务院总理的李鹏视察深圳站并题词：“加强深圳新车站管理，创建文明窗口”。1990年10月，时任深圳市委书记、市长的李灏到北京请邓小平题词时，邓小平出于对深圳特区发展的期望，决定不单为车站题词，而要给深圳人民题，因此特意少写了个“站”字。深圳火车站由此成为全国继重庆站、天津站等之后又一个由邓小平题写站名的车站，同时也是部分没有“站”字的车站名。
1992年1月19日上午，鄧小平在深圳经济特区建立12年之后，乘坐專列抵達深圳火車站，展开了邓小平南巡的序幕。
2003年，深圳站再次進行了大规模的整治改造工程。在改造之前，火车站内商铺摊位泛滥，仅签有合同的商铺就近百家，旅客的候车面积被占用了5000余平方米，影响车站秩序和候车环境。为此，是次工程首要是整治站内商铺，尤其将火车站内庞大的桑拿按摩业取消，扩大了候车室，几个月里拆除了近100间商铺和200多块广告牌，清理经商人员近3000名。
另一方面，为方便旅客候车，车站改造后，将一楼候车室划分为数个候车室，将购票、候车的短途、长途旅客分开，廣深城際列車短途旅客和长途列車旅客都分開在不同候车室，而長短途售票處亦被分開，长途候车室还增设了软席候车室、军人候车室、母婴候车室等服务设施。同時深圳站站前廣場也因修建深圳地鐵羅湖站和換乘體而封閉。至2004年12月28日，深圳地铁1號綫正式开通运营，与之配套的火车站广场地铁交通层投入使用；2005年8月连接火车站和罗湖口岸的走廊开通；2005年10月，历时两年的火车站客运改造工程竣工，形成一个集公交车、出租车、地铁、火车等各种交通为一体的立体交通枢纽。
2009年，为配合深圳市罗湖区的市容环境提升行动方案，广深铁路股份有限公司投资1700余万元，展开广深铁路深圳段沿线环境综合整治，对深圳火车站及周边环境整治，先后完成了深圳站的围墙和电子屏改造，地下二层广深售票厅即地铁交通层增加一个入口，方便旅客进站乘车；车站东侧新增一块长20米、高6米的进站电子显示屏，滚动显示车次、票额、候车区域等实时信息；改造东、西侧外墙，行李包裹托运厅、行李包裹领取处等合计总面积2274平方米的外立面；更换一、三站台约550平方米的地面；对车站一楼动车组的售票场地进行了内部装饰。

## 车站结构

### 站房
深圳站站房建于1990年，占地2.6万平方米，总建筑面积98932平方米，由机械工业部深圳设计研究院设计。站房呈现四合院形，由东主楼、西站楼、跨线南楼、跨线北楼和跨线中楼组成。其中东主楼南北长205米、进深30米，高53.7米。其立面采用了银白色瓷砖，高28米、宽54米的圆形海蓝色玻璃幕墙大拱门与下方红色网架大雨蓬组合，寓意“祖国第一南大门”。大楼正面上方的站名“深圳”乃由邓小平亲自题写。东主楼结构地上11层、地下2层：其中地上1至4层是铁路客运用房，5至6层为出租写字楼，7至10层为酒店。西站楼设地下1层，地上8层。
站房原计划旅客流线为：港澳旅客高进高出、内地旅客高进低出，并预留出入境和二线关联检区域。跨线南楼共2层，原预留用做香港旅客出站的通道；跨线中楼2层，是候车大厅及进港列车海关边检用地；跨线北楼共5层。2005年的改造后，改为广深线短途城际列车长途列车分流的模式。其中广深线城际列车乘降区位于东主楼一层南侧，售票区域面积900平方米，设有15个人工售票窗口，候车区域面积1100平方米，设有400多个座椅，可容纳1800名旅客候车；2009年，位于地铁交通层的新广深乘降区启用，其中进站口宽7米、高3米；售票厅500平方米，候车室1550平方米。
长途列车乘降区位于跨线中楼3层，面积9270平方米，设有5000个座椅，另设有软席、母婴、军人以及残障人士等专用候车室。
此前深圳站广深城际全部在负一层的乘降区进站、候车；长途列车进站口位于东主楼一层，乘车位于跨线中楼区域。两个进站口旁各设有一个售票厅，两个售票厅功能一致。2025年7月1日起，地下一层的广深城际候车室关闭，城际列车改为使用三楼新设的广深城际候车区候车。
- B1層的广深城际售票处
- B1層的旧广深城际候车室
- 1層的长途列车售票大廳內的自动售票机
- 3層的长途列车候车大厅
- 3层的广深城际候车室

### 站线布置
深圳站站场规模4台8线，靠站台到发线6条，为Ⅳ、Ⅱ、Ⅲ、8、10、12道：其中10、12道主要办理广深动车组列车接发作业；Ⅳ、Ⅱ、Ⅲ、8道主要承担接发长途列车及部分广深线动车组列车的任务，而Ⅰ道、6 道主要办理单机到发和原进港直通车通过作业。站房和各站台除了高架候车室外，还通过两座宽4米的进站地道，一座宽8米的出站地道，和一座5米宽行包地道连接。
本站上行区间为四线广深铁路，自北咽喉起上跨布吉河后延河西岸北上。其中准高速线为中间两道，实行左侧通行，平湖站和深圳东站区间无通过车站。广深三线及平湖南站建设期间，新建从位于准高线西侧平湖南站南端引出、上跨准高线至其东侧后平行经深圳东站（原布吉站）、笋岗站（原深圳北站）至本站。2001年起进出深圳站的普速列车全部利用第三线。深圳北客技站和广深四线建设时，铁路部门决定在原深圳北站西侧新建客技站和机务段，为避免切割准高线正线，决定从平湖站开始，在原准高线西侧修建平行的第四线（又称为客车联络线）经布吉、深圳北客技站至深圳站，不经过平湖南站。客车联络线建成后，广深三线和四线外包准高线，三四线在平湖至本站区间为右侧通行。
| 西↑  |      |                             |  |
|      | 侧式 |                             |  |
| 12道 | 6    | 广深线 到发线               |  |
| 10道 | 5    | 广深线 到发线               |  |
|      | 岛式 |                             |  |
| 8道  | 4    | 广深线 到发线               |  |
| 6道  |      | （罗湖站）机走线（笋岗站）  |  |
| Ⅲ道  | 3    | 广深线 到发线               |  |
|      | 岛式 |                             |  |
| Ⅱ道  | 2    | 广深线 到发线               |  |
| Ⅰ道  |      | （罗湖站）机走线（笋岗站）0 |  |
| Ⅳ道  | 1    | 广深线 到发线               |  |
|      | 侧式 |                             |  |
| 东↓  |      |                             |  |

## 运用状况
截至2025年7月1日铁路运行图调整，深圳站满图下共开行239列车，其中广深城际173趟、长途列车66趟（动分动车组46躺、普速及动集动车组20躺）。

### 城际列车
深圳站是广州与深圳间城际列车的始发站，其中深圳站城际动车组每天最高可开行110对，日常开行91对，视客流情况随时加开的备用动车组19对；官方時刻表報稱高峰時段每5分鐘一班、平时每10至15分鐘一班，是現時中國大陸列車班次最頻密的城際交通線路。包括整点开行至广州东的直达车，车次“C80”开头；以及“C70”开头往广州东方向和“C71”开头往广州白云方向普通列车。

### 长途列车
深圳站有开往蘇州、上海、北京、武漢、西安、洛陽、成都、青島等方向的长途列车。據報道车站日均客流量9万余人，其中旅客5万余人，春运高峰时发送量超过11万人。本站部分普速长途列车车底和本务机车，以及CR200J担当的动卧列车于车站上行方向的笋岗客技站整备。
2019年7月10日，深圳站首次开行跨线动车组列车，车次为发往怀集的D7554次。自2022年1月10日起，为配合赣深高铁及联络线通车及铁路调图，深圳站首次开行高速动车组列车。

### 旅客列车目的地
| 列车所属路局 | 车次                                     | 目的地                 |
| ------------ | ---------------------------------------- | ---------------------- |
| 跨局列车     |                                          |                        |
| 廣州局集團   | G2732                                    | 南昌                   |
| 廣州局集團   | G2736、G2752                             | 南昌西                 |
| 廣州局集團   | D28                                      | 北京豐臺               |
| 廣州局集團   | T398                                     | 青岛北                 |
| 廣州局集團   | K34                                      | 蘇州                   |
| 廣州局集團   | K486                                     | 南充                   |
| 廣州局集團   | K536                                     | 洛陽                   |
| 廣州局集團   | K1348                                    | 西安                   |
| 南昌局集團   | G2738                                    | 南昌西                 |
| 南昌局集團   | G2768                                    | 婺源                   |
| 南昌局集團   | G2770                                    | 九江                   |
| 上海局集團   | G2790                                    | 上海虹桥               |
| 上海局集團   | G2782                                    | 南京南                 |
| 上海局集團   | G2796                                    | 合肥南                 |
| 武汉局集团   | G88、G2706                               | 武汉                   |
| 武汉局集团   | D24                                      | 汉口                   |
| 西安局集团   | G3156/7                                  | 西安北                 |
| 管内列车     |                                          |                        |
| 廣州局集團   | 广深城际动车组列车                       | 广州东、广州、廣州白雲 |
| 廣州局集團   | D7312                                    | 潮汕                   |
| 廣州局集團   | D7384/1                                  | 汕頭                   |
| 廣州局集團   | G6418、G6426、G6446、G6476、G6480、G6490 | 汕头南                 |
| 廣州局集團   | K9218                                    | 長沙                   |
| 廣州局集團   | K6624、C524、C206                        | 常德                   |
| 西安局集团   | G6312                                    | 梅州西                 |

## 车站周边

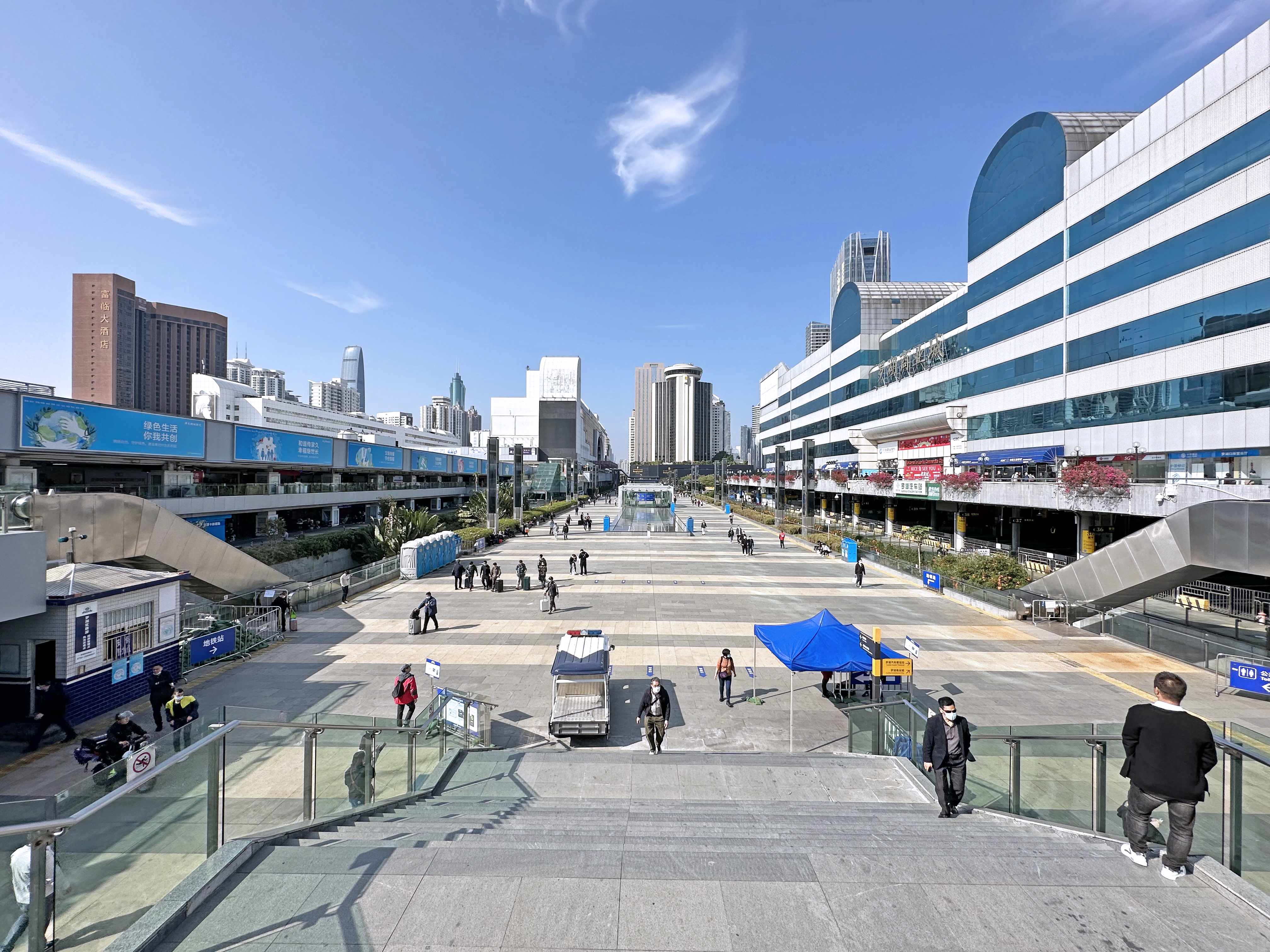
从罗湖口岸眺望南北地面人行广场，右侧为罗湖商业城

铁路深圳站位于罗湖口岸/火车站地区，被深圳河以东、南、西面三面环绕、以半岛形嵌入香港新界。枢纽区域以和平路、建设路、沿河路、深圳河为环，直通罗湖口岸联检大楼的站前广场为纵轴、侨社天桥为横轴形成四个象限。其中的士、公交站和下沉广场位于东北第一象限，而铁路车站位于西北第二象限；西南第三象限为深圳站西广场，连接车站社会停车场；东南第四象限则为羅湖商業城和罗湖汽车站。
站前广场地上二层、地下三层。自上而下分别为高架人行平台层、地面人行广场和公交场站，地下一层为人行交通层、下沉绿化休闲广场及出租车场站，地下二层为地铁站入口及站厅、地下三层为地铁站台。地下人行交通层为交通枢纽的核心，由南向北长度约410米、宽53米、高6.4米，沟通区内包括铁路车站、口岸、公交、的士及商业城等七大交通人流地。

### 接驳交通
公交大巴场站和地下出租汽车场站位于第一象限同一建筑结构的地面和地下一层，长度85米、宽74米。地下出租小汽车场站可同时停靠50辆出租汽车，公交大巴场站可同时停靠9辆公交大巴车、14辆中巴。深圳地铁罗湖站为1号线起讫站，从人民南路从东北22度角斜插入站前广场。

## 下辖车站
- 笋岗站
- 深圳东站